# Armeense Nationale Agrarische Universiteit
De Armeense Nationale Agrarische Universiteit (Armeens: Հայաստանի ազգային ագրարային համալսարան, Engels: Armenian National Agrarian University (ANAU)) is een openbare landbouwuniversiteit in Jerevan, (Armenië).